# Skalní ostroh

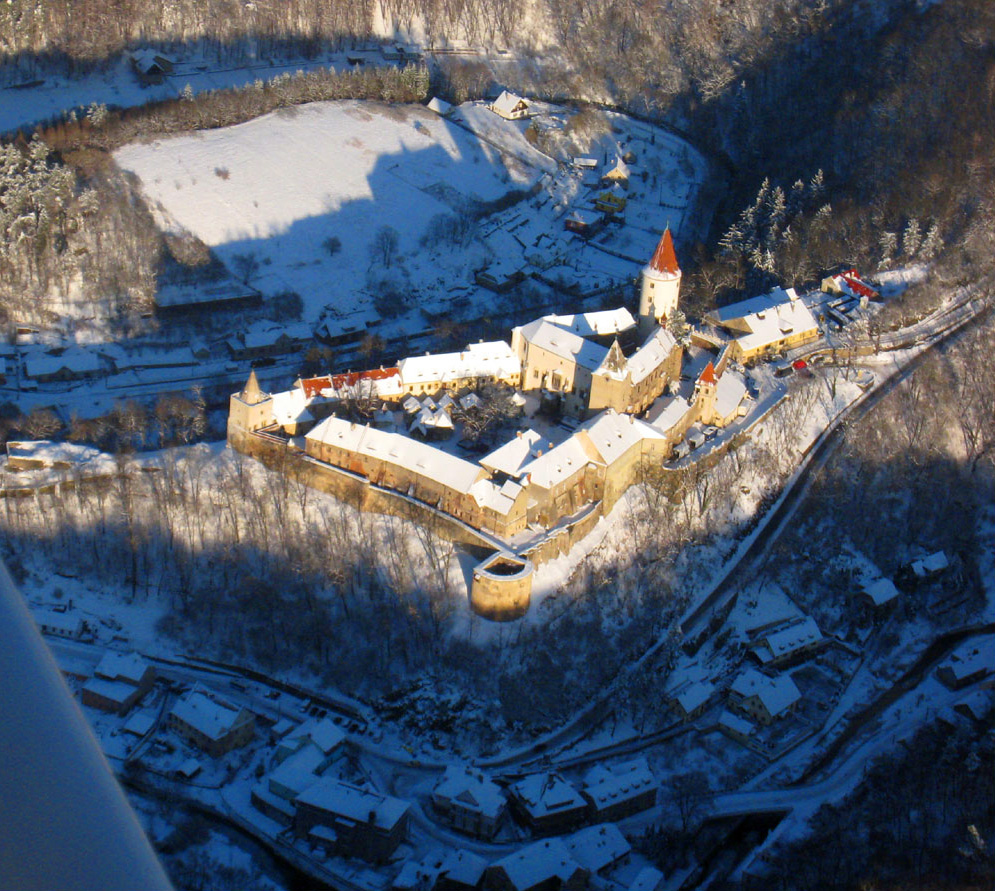
Hrad Křivoklát na skalním ostrohu nad Rakovnickým potokem

Skalní ostroh je geomorfologický termín pro jazykovitý výběžek protáhlého tvaru, který je z obou bočních stran ohraničený příkrými svahy a vybíhá ze skalního masívu do moře, jezera nebo rovinaté krajiny, přičemž někdy tvoří jádro říčního meandru. Téměř ve všech případech se jedná o erozně denudační zbytek rozlehlejšího skalního masívu, který byl postupně narušen vnějšími vlivy, jako je eroze či mořská nebo říční abraze. Jedinou výjimkou jsou případy, kdy skalní ostroh byl vytvořen čelem lávového proudu. Skalní ostroh obvykle vybíhá z hřebene nebo planiny a ukončuje jej opyš.[zdroj?] Ostrohy nazývané též ostrožny byly v minulosti často využívány jako místo k výstavbě hradišť a hradů.

## Výskyt

### V českých zemích
Některé české hrady, postavené na skalních ostrozích:
- Bítov, okres Znojmo

- Český Šternberk, okres Benešov
- Dívčí kámen, okres Český Krumlov
- Křivoklát, okres Rakovník
- Nístějka, okres Semily
- Nový hrad u Kunratic (Praha)
- Orlík, okres Písek
- Pražský hrad
- Rožmberk, okres Český Krumlov
- Seeberg, okres Cheb
- Střekov v Ústí nad Labem
- Vranov nad Dyjí, okres Znojmo
- Zvíkov, okres Písek

### Ve světě
Skalní ostrohy se vyskytují velmi hojně po celém světě, a to jak na pobřeží moří a jezer, tak i ve vnitrozemských erozních údolích, zaříznutých do skalnatých či horských masívů. Velmi častým jevem jsou například na různých částech pobřeží evropského kontinentu - ve Skandinávii, na pobřeží francouzské Bretaně nebo ve Středomoří. Na mořských pobřežích tyto ostrohy někdy dosahují i několikakilometrových délek a tvoří významné mysy.
Nejstarší pevnost na ostrohu je u řeky Amňa a je 8000 let stará.

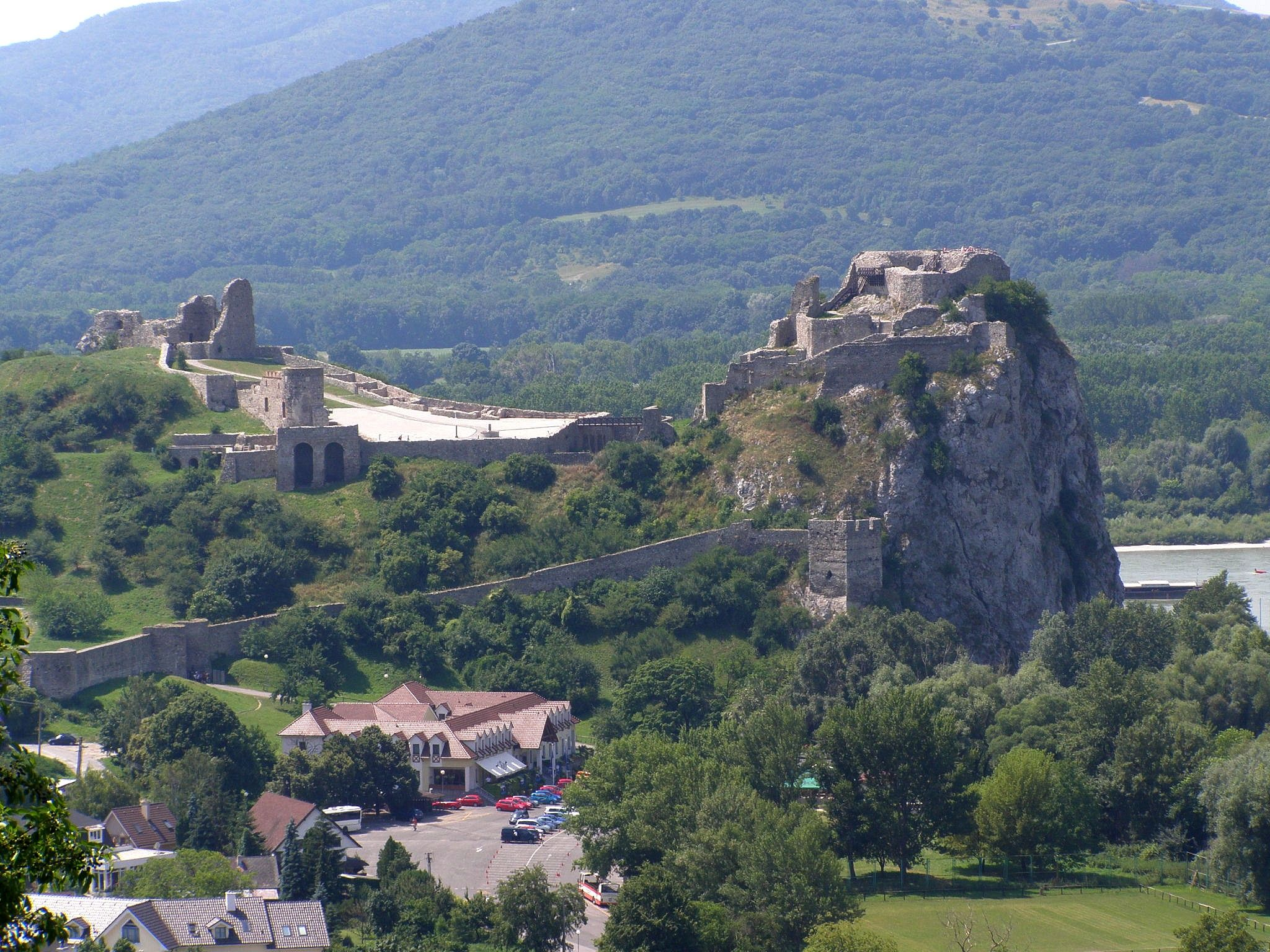
Devínský hrad na ostrohu nad Dunajem
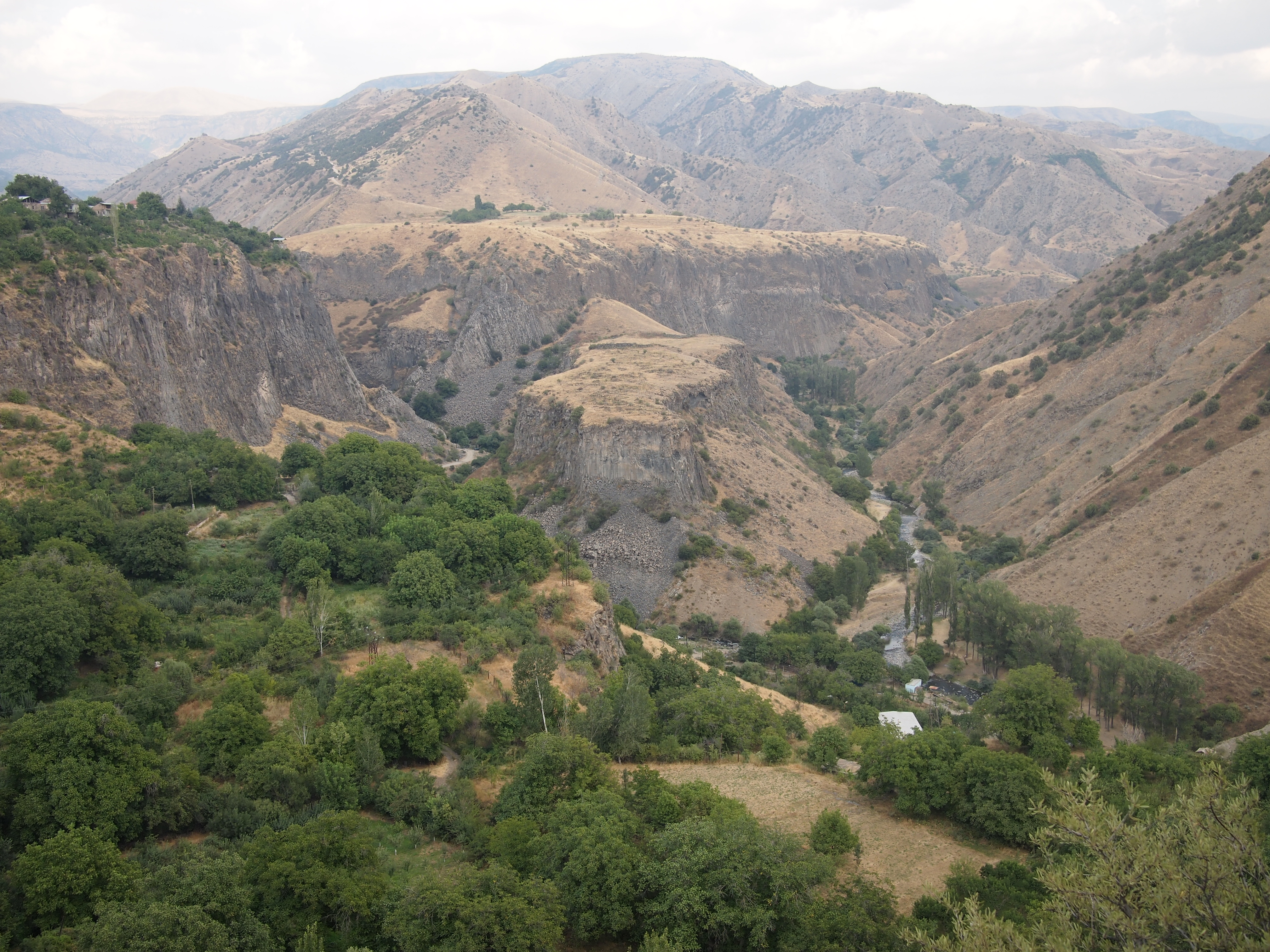
Skalní ostroh v soutěsce nedaleko Garni, Arménie
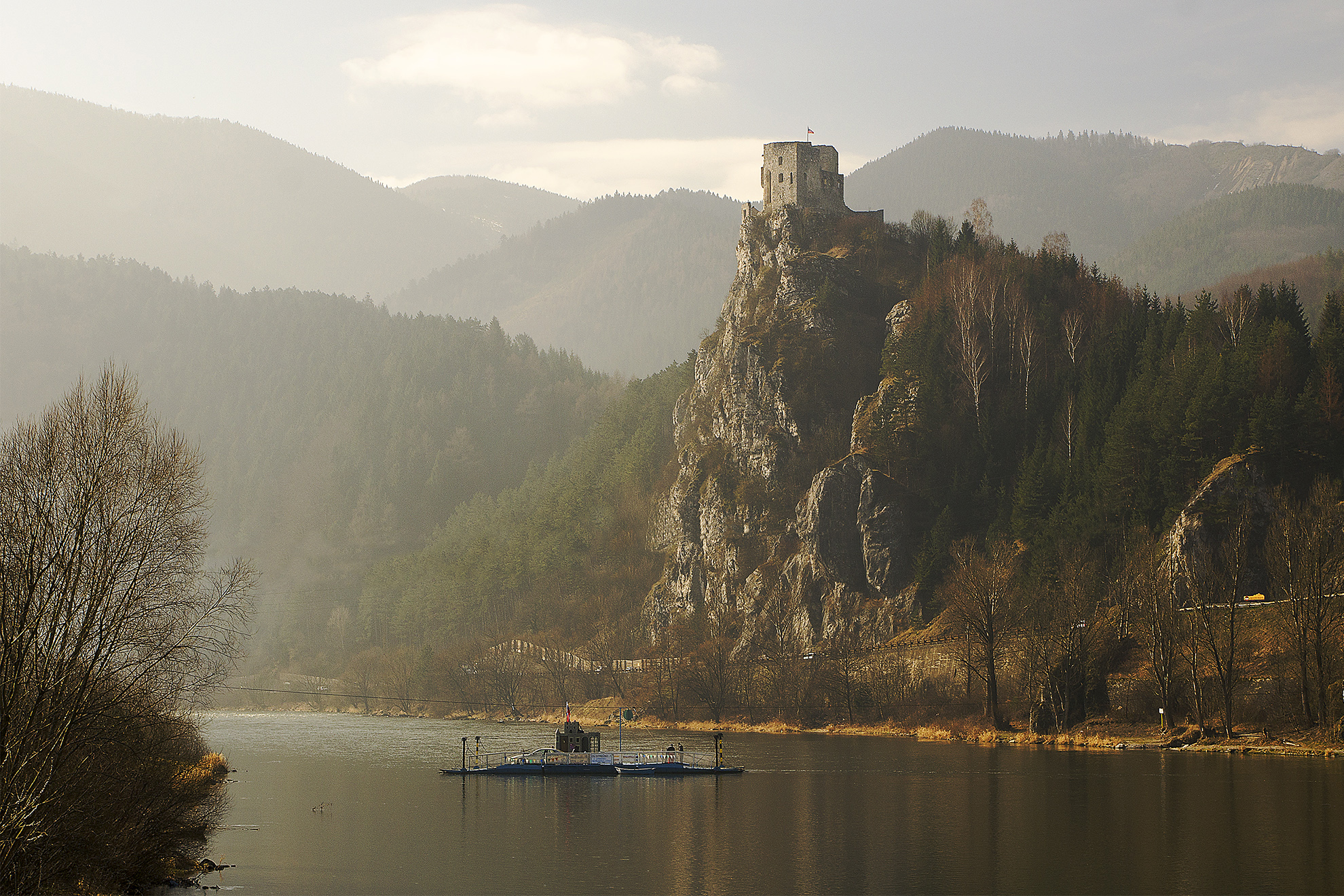
Hrad Strečno na ostrohu nad Váhem, Slovensko
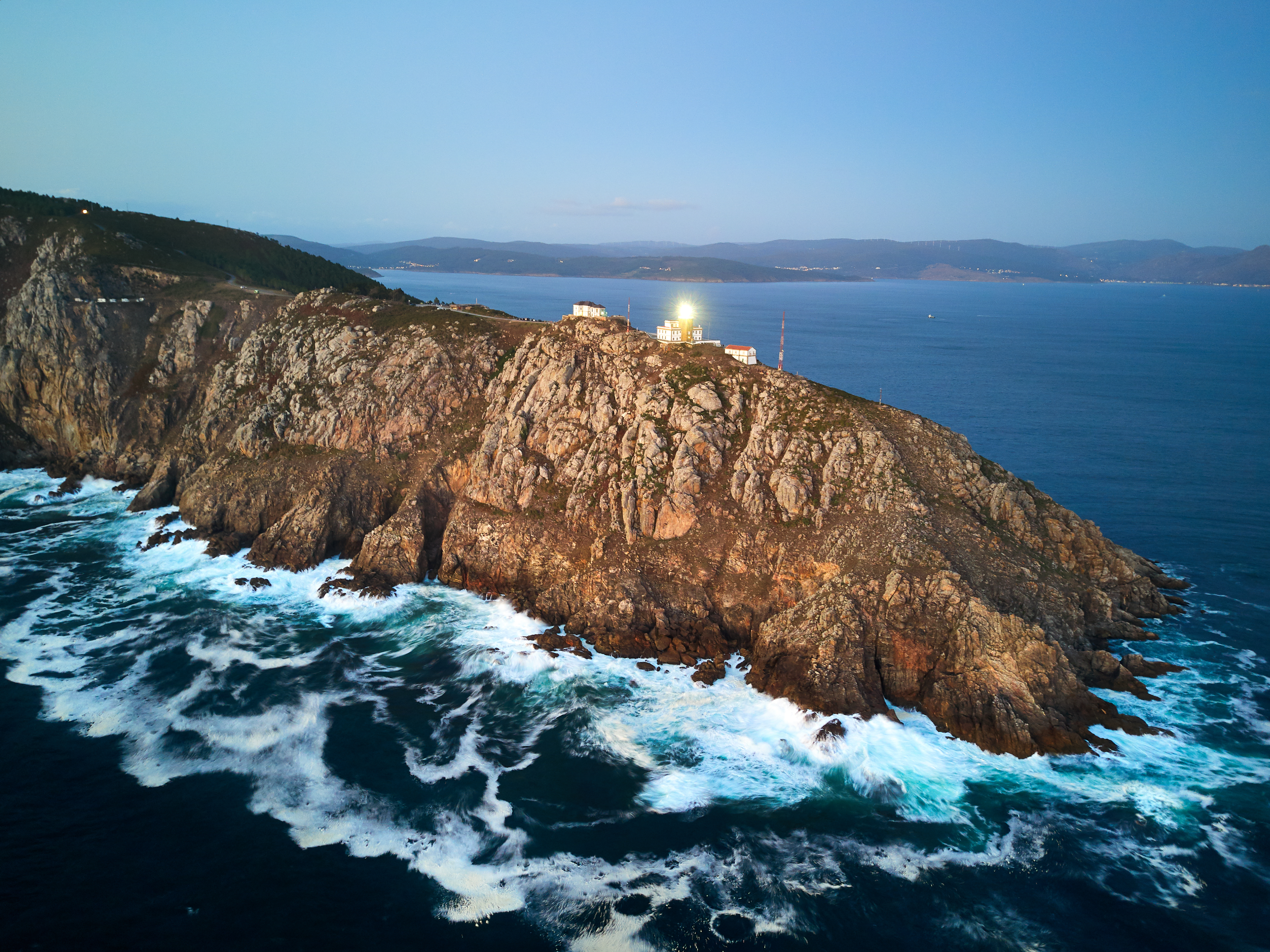
Mys Finisterre (galicijsky Fisterra), Španělsko
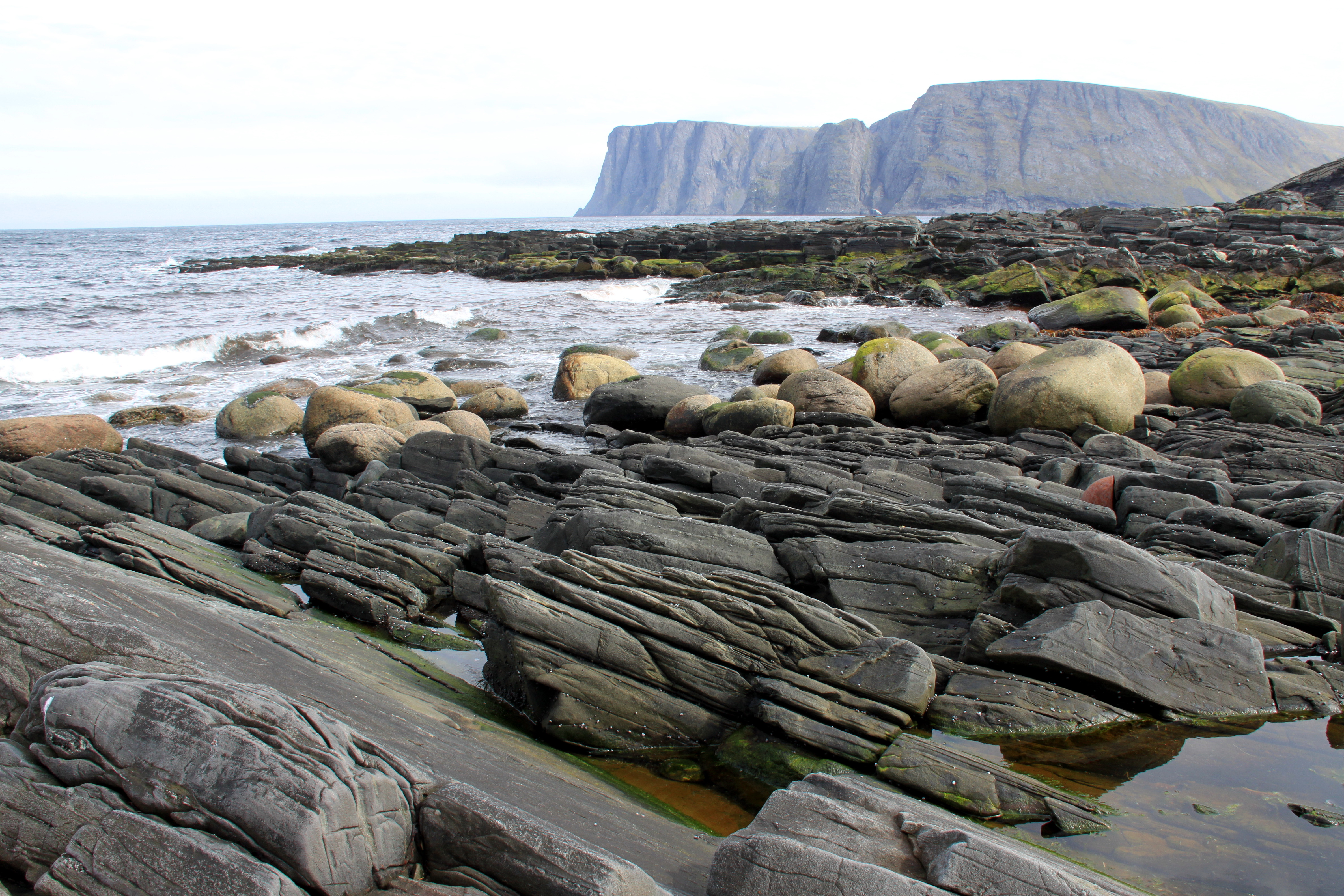
Knivskjellodden, nejsevernější výběžek Evropy
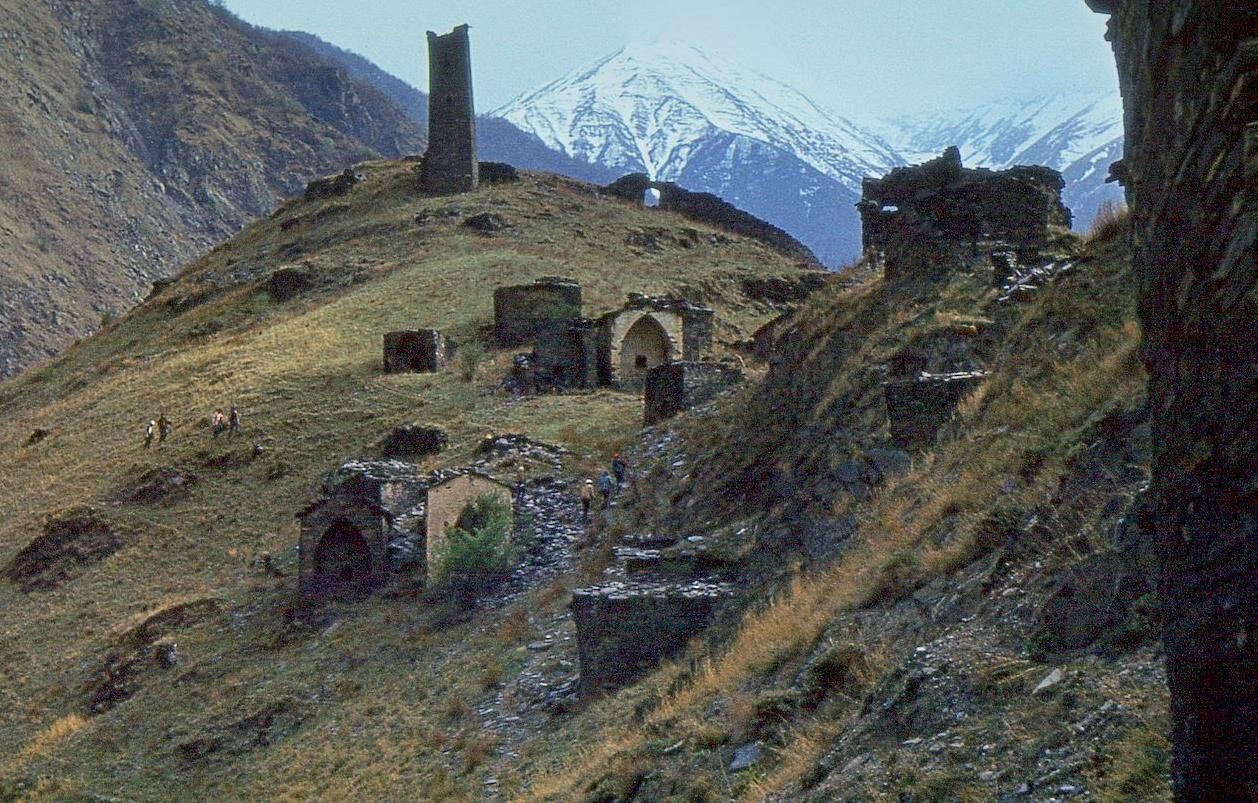
Pevnost a nekropole Coj-Peda v údolí Malchista v Čečensku